# Rally Antibes-Costa Azul
El Rallye Antibes Côte d’Azur es una carrera de rally que se celebra anualmente en Antibes, Francia desde 1966, organizada por la Antibes Rallye Association. Fue puntuable para el Campeonato de Europa de Rally desde 1992 hasta 2011. También ha sido puntuable para el Campeonato de Francia de Rally desde 1999 hasta 2001, y luego a partir de 2013.
En 2012 la prueba fue inicialmente incluida en el certamen europeo pero en el mes de julio fue excluida del campeonato.

## Palmarés
| Año  | Edición                                | Piloto               | Copiloto            | Automóvil                      | Series   |
| ---- | -------------------------------------- | -------------------- | ------------------- | ------------------------------ | -------- |
| 1966 | 1.er Rallye d'Antibes                  | Michel Buzzi         | R. Isoart           | Alfa Romeo GTZ                 |          |
| 1967 | 2.º Rallye d'Antibes                   | Jean-Louis Barailler | Sibion              | Triumph GT6                    |          |
| 1968 | 3.er Rallye d'Antibes                  | C. Henry             | C. Gros             | Renault Alpine 1300            |          |
| 1969 | 4.º Rallye d'Antibes                   | Jean-Louis Barailler | Sibion              | Triumph GT6                    |          |
| 1970 | 5.º Rallye d'Antibes                   | Jacques Henry        | "Ulcus"             | Renault Alpine 1600            |          |
| 1971 | 6.º Rallye d'Antibes                   | Jean-Pierre Nicolas  | Rouff               | Renault Alpine A110            |          |
| 1972 | 7.º Rallye d'Antibes                   | Bernard Darniche     | Alain Mahé          | Renault Alpine A110            |          |
| 1973 | 8.º Rallye d'Antibes                   | M. Saliba            | Ryder               | Simca GC                       |          |
| 1974 | 9.º Rallye d'Antibes                   | Jean-Pierre Nicolas  | Alain Mahé          | Renault Alpine A110            |          |
| 1975 | 10.º Rallye d'Antibes                  | Jean-Pierre Nicolas  | Vincent Laverne     | Renault Alpine A110            |          |
| 1976 | 11.º Rallye d'Antibes                  | Bernard Darniche     | Alain Mahé          | Lancia Stratos HF              |          |
| 1977 | 12.º Rallye d'Antibes                  | Jean-Claude Andruet  | "Tilber"            | Fiat 131 Abarth                |          |
| 1978 | 13.er Rallye d'Antibes                 | Bernard Darniche     | Alain Mahé          | Lancia Stratos HF              |          |
| 1979 | 14.º Rallye d'Antibes                  | Bernard Béguin       | Jean-Jacques Lenne  | Porsche 911                    |          |
| 1980 | 15.º Rallye d'Antibes                  | Bernard Béguin       | Jean-Jacques Lenne  | Porsche 911                    |          |
| 1981 | 16.º Rallye d'Antibes                  | Francis Vincent      | Willy Huret         | Porsche 911                    |          |
| 1982 | 17.º Rallye d'Antibes                  | Bernard Béguin       | Jean-Jacques Lenne  | Porsche 911                    |          |
| 1983 | 18.º Rallye d'Antibes                  | Jean-Luc Thérier     | Michel Vial         | Renault 5 Turbo                | ERC      |
| 1984 | 19.º Rallye d'Antibes                  | Carlo Capone         | Sergio Cresto       | Lancia Rally 037               | ERC      |
| 1985 | 20.º Rallye d'Antibes                  | Andrea Zanussi       | Sergio Cresto       | Lancia Rally 037               | ERC      |
| 1986 | 21.er Rallye d'Antibes                 | Didier Auriol        | Bernard Occelli     | MG Metro 6R4                   | ERC      |
| 1987 | 22.º Rallye d'Antibes                  | Bernard Béguin       | Jean-Jacques Lenne  | BMW M3                         | ERC      |
| 1988 | 23.er Rallye d'Antibes                 | Bernard Béguin       | Jean-Jacques Lenne  | BMW M3                         | ERC      |
| 1989 | 24.º Rallye d'Antibes                  | François Chatriot    | Michel Périn        | BMW M3                         | ERC      |
| 1990 | 25.º Rallye d'Antibes - Rallye d'Azur  | César Baroni         | Philippe David      | Ford Sierra RS Cosworth        | ERC      |
| 1991 | 26.º Rallye d'Antibes - Rallye d'Azur  | Bernard Béguin       | Jean-Marc Andrié    | Ford Sierra RS Cosworth 4x4    | ERC      |
| 1992 | 27.º Rallye d'Antibes - Rallye d'Azur  | César Baroni         | Philippe David      | Lancia Delta HF Integrale      | ERC      |
| 1993 | 28.º Rallye d'Antibes - Rallye d'Azur  | César Baroni         | Denis Giraudet      | Lancia Delta HF Integrale      | ERC      |
| 1994 | 29.º Rallye d'Antibes - Rallye d'Azur  | César Baroni         | Michel Bathelot     | Ford Escort RS Cosworth        | ERC      |
| 1995 | 30.º Rallye d'Antibes - Rallye d'Azur  | César Baroni         | Dominique Savignoni | Lancia Delta HF Integrale      | ERC      |
| 1996 | 31.er Rallye d'Antibes - Rallye d'Azur | François Delecour    | Daniel Grataloup    | Peugeot 306 Maxi               | ERC      |
| 1997 | 32.º Rallye d'Antibes - Rallye d'Azur  | Sylvain Polo         | Gilles Thimonier    | Renault Mégane Maxi            | ERC      |
| 1998 | 33.er Rallye d'Antibes - Rallye d'Azur | Philippe Bugalski    | Jean-Paul Chiaroni  | Citroën Xsara Kit Car          | ERC      |
| 1999 | 34.º Rallye d'Antibes - Rallye d'Azur  | Philippe Bugalski    | Jean-Paul Chiaroni  | Citroën Xsara Kit Car          | ERC, FRA |
| 2000 | 35.º Rallye d'Antibes - Rallye d'Azur  | Serge Jordan         | Patrick Pivato      | Renault Mégane Maxi            | ERC, FRA |
| 2001 | 36.º Rallye d'Antibes - Rallye d'Azur  | Sébastien Loeb       | Daniel Elena        | Citroën Xsara Kit Car          | ERC, FRA |
| 2002 | 37.º Rallye d'Antibes - Rallye d'Azur  | Renato Travaglia     | Flavio Zanella      | Peugeot 206 WRC                | ERC      |
| 2003 | 38.º Rallye d'Antibes - Rallye d'Azur  | Bruno Thiry          | Jean-Marc Fortin    | Peugeot 206 WRC                | ERC      |
| 2004 | 39.º Rallye d'Antibes - Rallye d'Azur  | Simon Jean-Joseph    | Jack Boyère         | Renault Clio S1600             | ERC      |
| 2005 | 40.º Rallye d'Antibes - Côte d'Azur    | Cédric Robert        | Gérald Bedon        | Renault Clio S1600             | ERC      |
| 2006 | 41.er Rallye d'Antibes - Côte d'Azur   | Bryan Bouffier       | Xavier Panseri      | Peugeot 206 XS S1600           | ERC      |
| 2007 | 42.º Rallye d'Antibes - Côte d'Azur    | Renato Travaglia     | Simone Scattolin    | Fiat Abarth Grande Punto S2000 | ERC      |
| 2008 | 43.er Rallye d'Antibes - Côte d'Azur   | Nicolas Vouilloz     | Nicolas Klinger     | Peugeot 207 S2000              | ERC      |
| 2009 | 44.º Rallye d'Antibes - Côte d'Azur    | Giandomenico Basso   | Mitia Dotta         | Fiat Abarth Grande Punto S2000 | ERC      |
| 2010 | 45.º Rallye d'Antibes - Côte d'Azur    | Luca Betti           | Guido D'Amore       | Peugeot 207 S2000              | ERC      |
| 2011 | 46.º Rallye d'Antibes - Côte d'Azur    | Luca Rossetti        | Matteo Chiarcossi   | Fiat Abarth Grande Punto S2000 | ERC      |
| 2012 | 47.º Rallye d'Antibes - Côte d'Azur    | Michel Boetti        | Valérie Monnier     | Peugeot 207 S2000              |          |
| 2013 | 48.º Rallye d'Antibes - Côte d'Azur    | Julien Maurin        | Nicolas Klinger     | Ford Fiesta RS WRC             |          |
| 2014 | 49.º Rallye d'Antibes - Côte d'Azur    | Bryan Bouffier       | Xavier Panseri      | Hyundai i20 WRC                |          |
| 2015 | 50.º Rallye d'Antibes - Côte d'Azur    | Roger Feghali        | Joseph Matar        | Ford Focus RS WRC '08          |          |
| 2016 | 51.er Rallye d'Antibes - Côte d'Azur   | David Salanon        | Laurent Magat       | Ford Fiesta RS WRC             |          |
| 2017 | 52.º Rallye d'Antibes - Côte d'Azur    | Anthony Puppo        | Jérémy Cenci        | Škoda Fabia R5                 |          |
| 2018 | 53.º Rallye d'Antibes - Côte d'Azur    | Bryan Bouffier       | Gilbert Dini        | Hyundai i20 R5                 | TER      |
| 2019 | 54.º Rallye d'Antibes - Côte d'Azur    | Yohan Rossel         | Benoît Fulcrand     | Citroën C3 R5                  | TER      |
| 2020 | 55. Rallye d'Antibes - Côte d'Azur     | Cancelado            | Cancelado           | Cancelado                      |          |
| 2021 | 56. Rallye d'Antibes - Côte d'Azur     | Nicolas Ciamin       | Maxime Martini      | Alpine A110 Rally RGT          | TER      |
| 2022 | 57. Rallye d'Antibes - Côte d'Azu      | Yoann Bonato         | Benjamin Boulloud   | Citroën C3 Rally2              | TER      |
| 2023 | 58. Rallye d'Antibes - Côte d'Azur     | Yoann Bonato         | Benjamin Boulloud   | Citroën C3 Rally2              | ERT      |

- Referencias[2][3]